# Bienestar Nacional (partido político)
Bienestar Nacional (BIEN) es un partido político de derecha en Guatemala, Su fundador es el Dr. Fidel Reyes Lee.

## Historia
El partido político fue fundado en 2002, sin embargo, solo había participado en la elección legislativa distrital del 2007 sin ganar ningún diputado; por lo que el Tribunal Supremo Electoral resolvió en 2015 que el partido fuera suspendido por no tener la estructura necesaria y por la falta de afiliados.
Sin embargo, luego de la salida de Alfonso Portillo del partido Todos, se conoció que se había acercado al partido Bienestar Nacional. En 2018, el partido cumplió con todos los requisitos para ser un partido político. En ese mismo año, se especuló que Jorge Pérez Marroquín –quien fuera nombrado candidato a la vicepresidencia por el Partido Humanista de Guatemala– o Luis Fernando Montenegro serían los candidatos presidenciales por este partido, no obstante, en la Asamblea Nacional de proclamación de candidatos, se conoció que el partido no postularía candidato presidencial, pero sí participaría en las elecciones legislativa.
En las elecciones generales, el partido Bienestar Nacional obtuvo ocho diputaciones, convirtiéndose en la quinta fuerza con mayor representación en el Congreso de la República, también obtuvo una diputación en el Parlamento Centroamericano, así mismo ganó once municipalidades.

## Elecciones presidenciales
| Año electoral | Candidato      | 1.ª vuelta                        | 1.ª vuelta                        | 2.ª vuelta                        | 2.ª vuelta                        |
| Año electoral | Candidato      | Total de votos                    | Porcentaje                        | Total de votos                    | Porcentaje                        |
| ------------- | -------------- | --------------------------------- | --------------------------------- | --------------------------------- | --------------------------------- |
| 2019          | Ninguno        | No postuló candidato presidencial | No postuló candidato presidencial | No postuló candidato presidencial | No postuló candidato presidencial |
| 2023          | Giovanni Reyes | 142.129                           | 3.37% (8°)                        |                                   |                                   |